# Melanodolius maximus
Melanodolius maximus là một loài tò vò trong họ Ichneumonidae.